# リトル・ジョー2号
リトル・ジョー2号（リトル・ジョー2ごう、英: Little Joe 2）は、マーキュリー宇宙船の開発のために行われた飛行試験である。宇宙空間で人間にかかる様々な負担を調べるため、アカゲザルのサム (SAM) を機体に乗せ、宇宙の一歩手前まで送った。

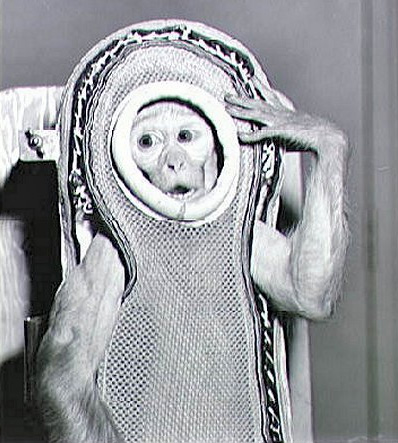
リトル・ジョー2号に乗せられる、宇宙に行った動物の中の一頭であるサム

機体は1959年12月4日、米東部標準時11:15にアメリカ合衆国バージニア州ワロップス島から発射され、高度88キロメートルに到達した。搭載されていた猿のサムは駆逐艦USSボーリー (USS Borie) によって大西洋上で無事回収された。サムは宇宙に行った動物の中の一頭であり、サン・アントニオの航空医学学校 (School of Aviation Medicine) から送られたもので、名前は同校の頭文字からつけられた。
飛行に使用されたマーキュリー宇宙船の実物大模型は、現在はバージニア州ハンプトンの空軍公園博物館に展示されている。